# Drahňov
Drahňov é um município da Eslováquia, situado no distrito de Michalovce, na região de Košice. Tem 17,57 km² de área e sua população em 2018 foi estimada em 1.558 habitantes.

## Demografia
| Ano:        | 1994 | 2004    | 2014    | 2024    |
| ----------- | ---- | ------- | ------- | ------- |
| Broj ljudi: | 992  | 1180    | 1426    | 1692    |
| Razlika:    |      | +18,95% | +20,84% | +18,65% |

| Ano:               | 2023 | 2024   |
| ------------------ | ---- | ------ |
| Número de pessoas: | 1676 | 1692   |
| Diferença:         |      | +0,95% |